# 타베부이아속

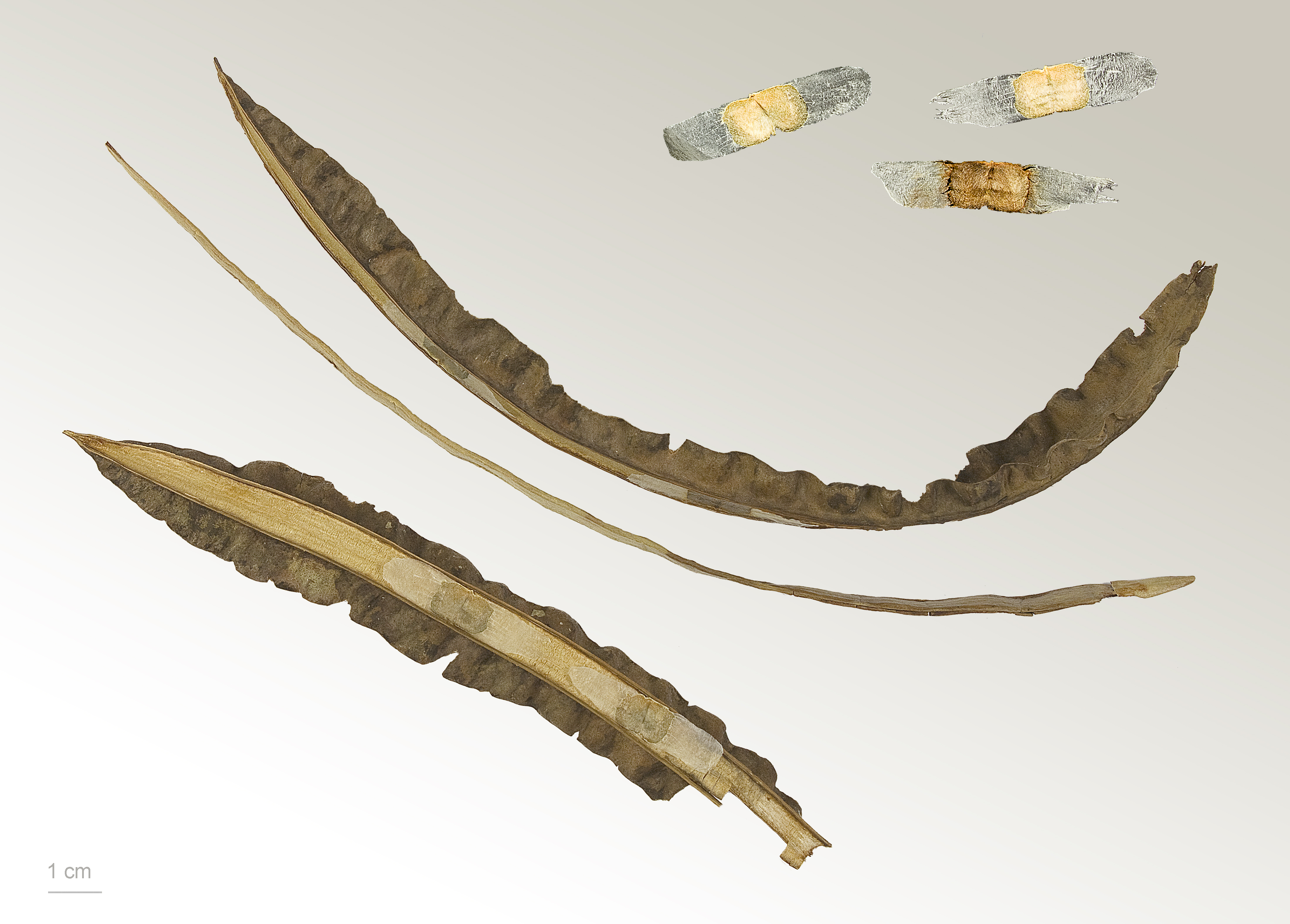
Tabebuia sp.

타베브이아(영어: Tabebuia)는 꿀풀목 능소화과의 하위 속이다. 남부 플로리다와 멕시코에서 북부 아르헨티나까지 서식한다. 이페(포르투갈어: ipê), 트럼펫트리(영어: trumpet trees) 등으로 불린다.

## 생태
5~50m까지 자라는 관목이다. 많은 종이 건기에 낙엽이 지지만 상록수도 있다. 잎은 3~7장으로 된 겹잎이 마주난다.

## 이용
나무가 곤충에 해를 잘 입지 않고 단단해서 가구나 데크 등의 목재로 많이 쓰인다.
나무껍질로 차를 우릴 수 있는데, 타베브이아 임페티지노사(T. impetiginosa)의 안쪽 나무껍질로 달인 차를 라파초라 부른다.
타베브이아 크리소트리카(Tabebuia chrysotricha)는 브라질의 나라꽃이다.